# Sankt Aegidi
Sankt Aegidi è un comune austriaco di 1 548 abitanti nel distretto di Schärding, in Alta Austria.